# Apostolska nuncijatura u San Marinu
Apostolska nuncijatura u San Marinu je crkveni ured Katoličke Crkve u San Marinu. To je diplomatsko predstavništvo Svete Stolice, smješteno u Rimu, čiji je predstavnik apostolski nuncij s rangom veleposlanika.

## Apostolski nunciji u San Marinu
Prvi nuncij u San Marinu, Pier Luigi Celata, istovremeno je obnašao i druge dužnosti, uključujući nuncija na Malti (1988. – 1995.) i u Sloveniji (1992. – 1995.). Sljedeći nuncij u San Marinu, Francesco Colasuonno, već je nekoliko mjeseci bio apostolski nuncij u Italiji kada je imenovan na dužnost u San Marinu u travnju 1995. godine.
Od tada svi nunciji u Italiji obavljaju istovremeno službu nuncija u San Marinu.
- Pier Luigi Celata (7. svibnja 1988. - 6. veljače 1995.)
- Francesco Colasuonno (22. travnja 1995. - 21. veljače 1998.)
- Andrea Cordero Lanza di Montezemolo (7. ožujka 1998. - 17. travnja 2001.)
- Paolo Romeo (17. travnja 2001. - 19. prosinca 2006.)
- Giuseppe Bertello (11. siječnja 2007.[1]  - 1. listopada 2011.)
- Adriano Bernardini (15. studenog 2011. - 12. rujna 2017.)
- Emil Paul Tscherrig (12. rujna 2017. - 11. ožujka 2024.)
- Petar Rajič (11. ožujka 2024. - danas)[2]